# ناکون پاتوم
ناکون پاتوم (به تایلندی: นครปฐม) یک منطقهٔ مسکونی در تایلند است که در استان ناکون پاتوم واقع شده‌است. ناکون پاتوم ۱۹٫۸۵ کیلومتر مربع مساحت و ۱۲۰٬۶۵۷ نفر جمعیت دارد.

## نگارخانه

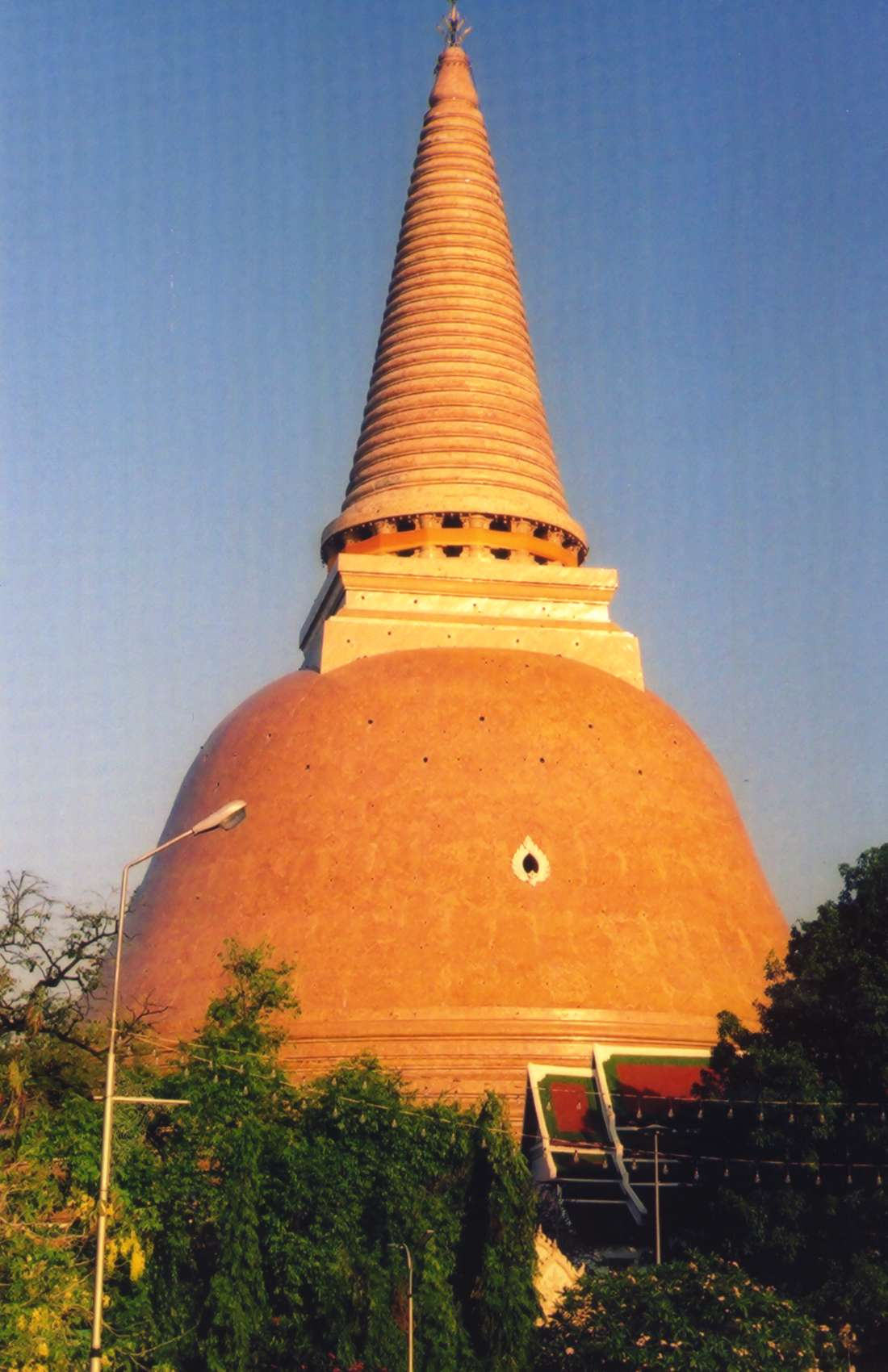
Phra Pathom Chedi
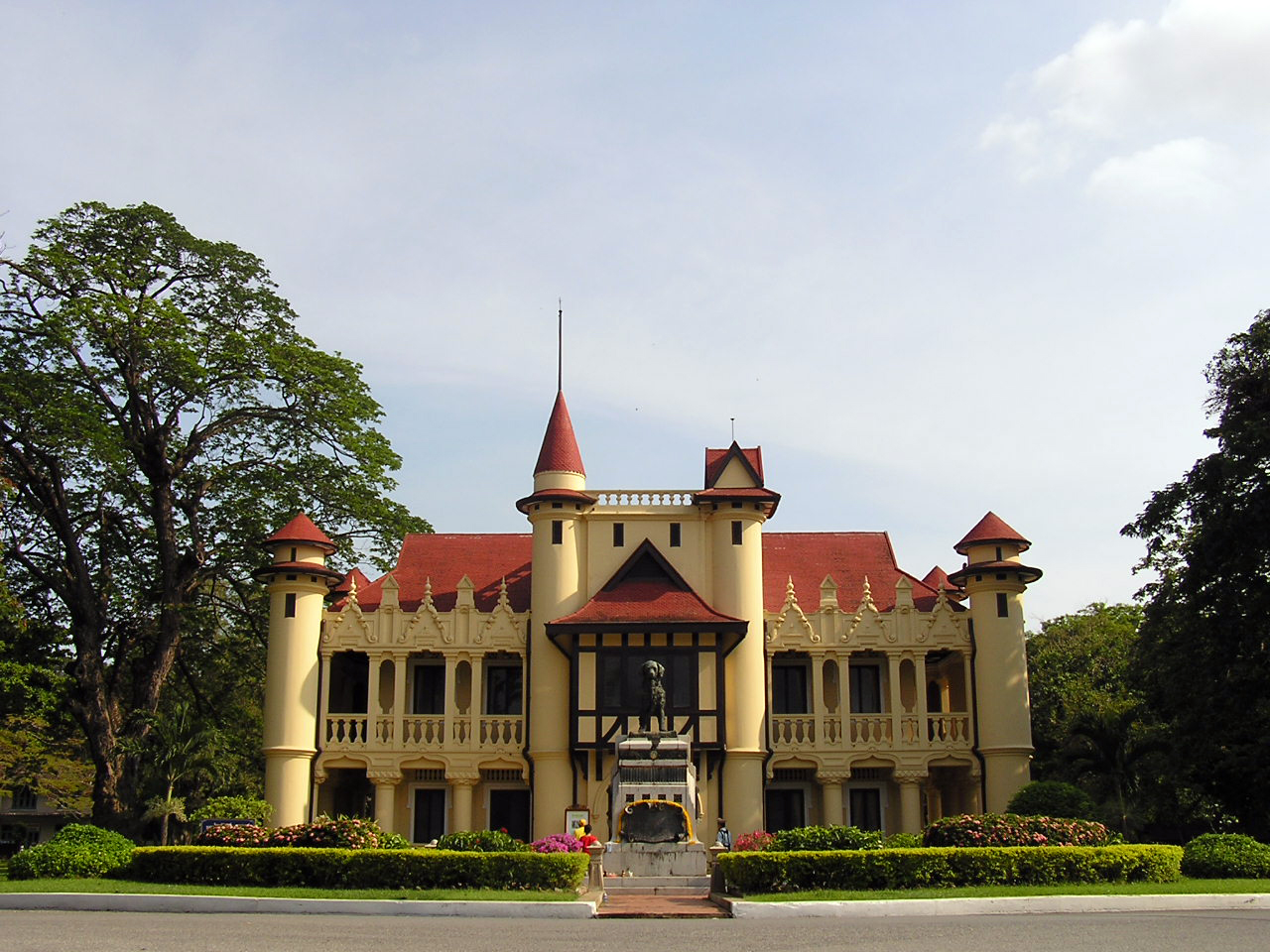
Sanam Chan Palace
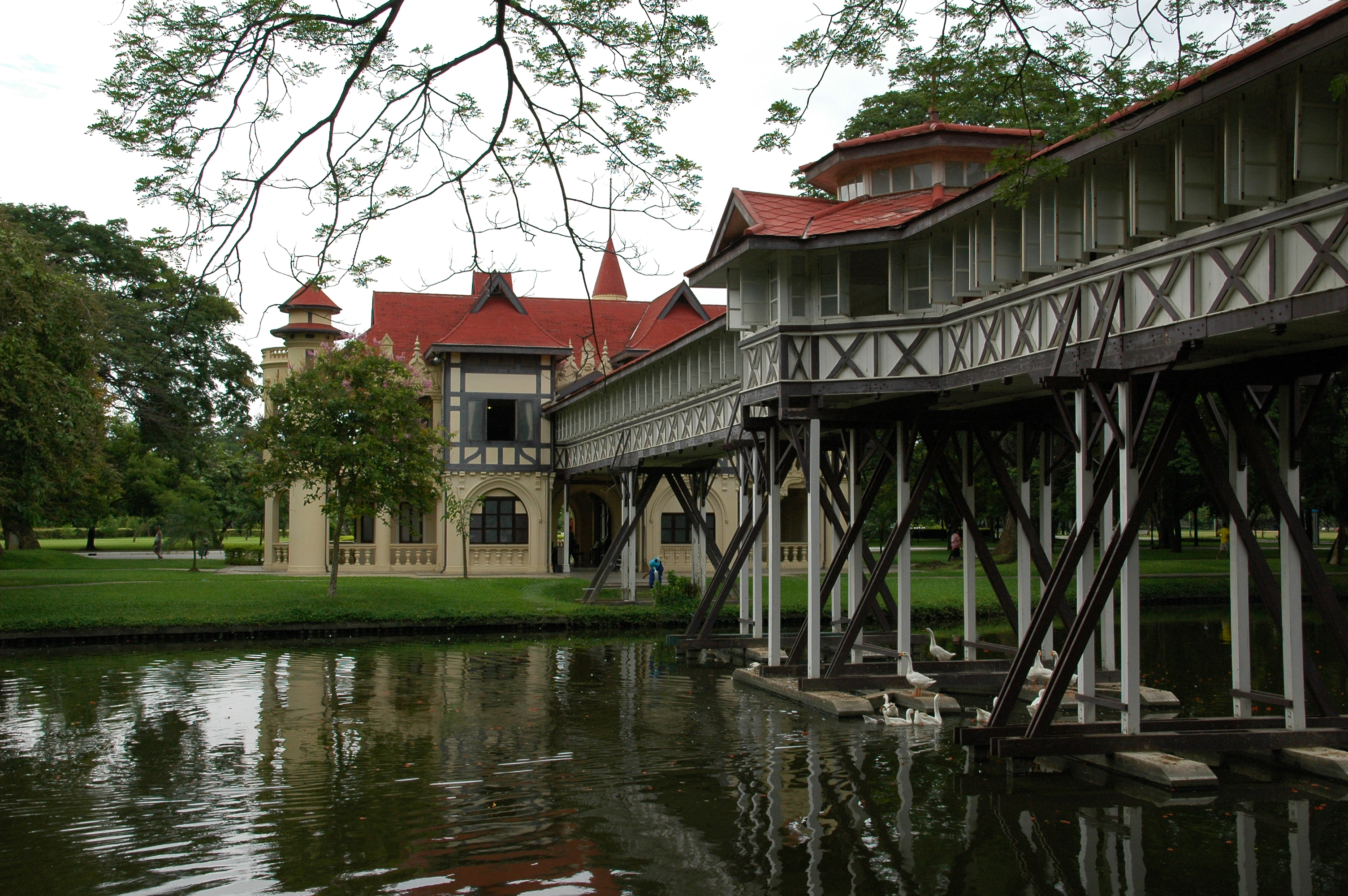
Sanam Chan Palace
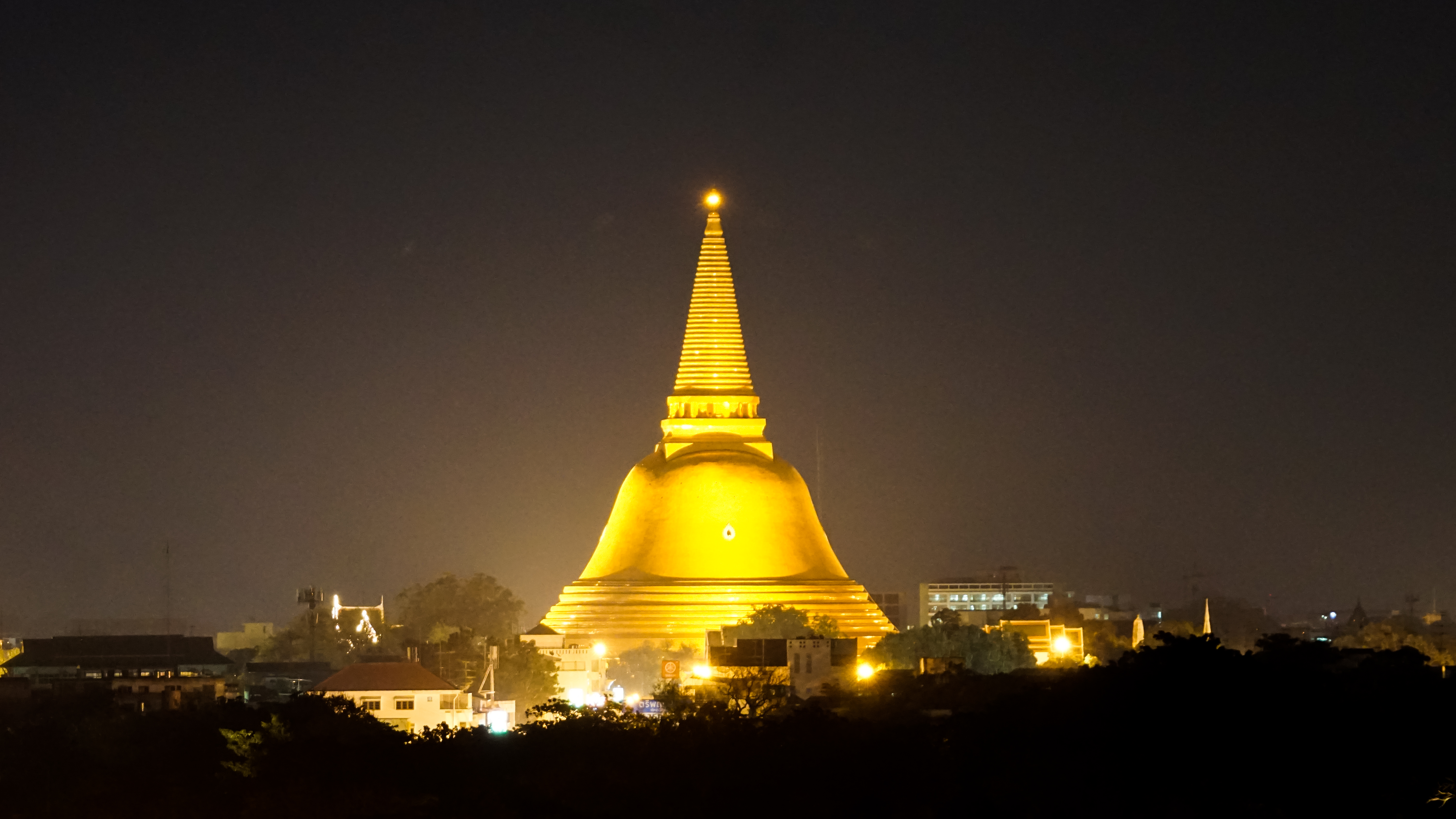
Phra Pathom Chedi